# Samuel Oppenheim
Samuel Oppenheim, född 19 november 1857, död 15 augusti 1928, var en österrikisk-judisk astronom.
Oppenheim blev filosofie doktor i Wien 1884, var astronom vid Kuffnerobservatoriet i Wien-Ottakring 1888-1896 och gymnasielärare i Arnau och Prag 1896-1911. 1902 erhöll han professors titel och blev 1911 ordinarie professor i astronomi vid Wiens universitet. Oppenheims vetenskapliga verksamhet inföll huvudsakligen inom den teoretiska astronomin. Han behandlade teorin för himlakropparnas figur, två- och trekropparproblemen och gravitationen. Därtill utvecklade han en metod för att studera periodiska företeelser, som han tillämpade på solfläckarnas periodiska uppträdanden, på småplaneternas rörelser och på rörelseförhållanden inom stjärnsystemet. Av intresse var även hans undersökningar av kometbanornas allmänna egenskaper, som han upplevde stod i samband med stjärnornas rörelser.